# 多分枝石竹
多分枝石竹（学名：Dianthus ramosissimus）为石竹科石竹属的植物。分布于哈萨克斯坦、俄罗斯、蒙古以及中国大陆的新疆等地，生长于海拔1,100米至1,900米的地区，常生于较干旱的草坡，目前尚未由人工引种栽培。